# 数原魁
数原 魁（かずはら かい、1997年4月30日 - ）は、兵庫県尼崎市出身のボートレーサーである。尼崎市立尼崎高等学校卒業。登録第5060号。123期。同期には西岡成美、上田紗奈、伊久間陽優、山崎小葉音らがいる。従兄にGENERATIONSのボーカル数原龍友。

## 来歴
- 2018年11月8日からボートレース尼崎で開催された一般戦「名物尼崎あんかけチャンポン杯」初日第2Rでデビュー[1]。（6着）
- 2020年5月13日、ボートレースびわこで開催された一般戦「第3回ジャパンネット銀行賞」6日目第1Rで初勝利（164走目）[2]。
- 2024年1月24日、ボートレース平和島で開催された一般戦「第61回東京中日スポーツ杯第36回東京新聞盃」で初優勝[3][4]。

## 人物・エピソード
幼少期からボートレーサーに興味を示し、6歳の時にABCテレビで制作されていた「探偵!ナイトスクープ」宛に「モンキーターンをしてみたい」と応募して、同番組への出演を果たした。2003年6月13日の同番組でこの様子が放送されている。この時、水野要・向所浩二と後の師匠となる山本隆幸の現役ボートレーサーと共演したことが契機となり、幼稚園児ながらも水野らとの交流を開始した。数原は、この当時の様子について「怖かったという記憶はないが、エンジン音がすごく大きくて『こんなに大きな音なんや』との印象は強く残っている。撮影が終わった後も『楽しかった』と繰り返し喜んでいた」と語っている。
中学・高校ではサッカー部に所属。尼崎市立尼崎高等学校1年生時代には兵庫県大会の準決勝まで勝ち進んだ。
高校卒業後にボートレーサー養成所の入所試験を受けたものの不合格となり、ボートレース尼崎でアルバイトをしながら受験を続け、5度目の試験で合格し、第123期選手養成員として入所した。入所式では、養成員代表として「皆様からいただいた激励の一言一句を忘れることなく、礼と節を重んじ日々努力することを誓う」と力強く誓いの言葉を述べた。
選手養成訓練修了後のデビュー時に数原は水野に弟子入りを志願したものの、水野は年齢を理由にこの申出を断ったが、その後山本に弟子入りを志願したところ快諾され、山本が数原の師匠となった。
2018年11月のボートレース尼崎でのデビュー節では、探偵ナイトスクープで共演した水野と同じ開催に斡旋され、さらにデビュー戦となる初日第2Rでは水野と直接対決するレースが組まれたことでも話題となった（結果は水野2着、数原6着）。数原はこのレース直後のインタビューで「デビューから4年以内にA級に昇格して新人王を獲得したい」とコメントした。なお、水野は翌2019年2月で引退し、引退セレモニーの際には数原が水野に花束を渡して感謝の言葉を述べた。
この時の経験から、本人は「自分も幼少期に夢を与えて頂き今があり、【次は自分が夢を与えられる選手になりたい】というのが選手人生のテーマ」と語っている。

## 戦績
- 出走回数：264回
- 1着回数：5回
- 優出回数：1回
- フライング(F)回数：3回
- 出遅れ(L)回数：0回
- 通算勝率：2.41
- 2連対率：
- 3連対率：
- 生涯獲得賞金：10,063,000円